# NE 스타일
NE Style(엔이 스타일)은 대한민국의 힙합 그룹이다. 신건과 Zagun으로 이루어져 있으며 Dokkebeez 크루 소속으로 활동하였다.

## 역사
1998년 중반 첫 데뷔한 신건은 2002년 첫 앨범을 내면서 자신이 속해있었던 신구대학교 흑인 음악 동아리 Da Track과 콜라보를 하게 된다. 이때 Da Track의 일원으로 자건은 신건과 첫 만남을 가졌으며, Da Track과 함께한 곡인 발자국 외에 Zagun의 앨범에서 건투라는 곡에서 호흡을 맞추었다. 이렇게 둘의 친분은 깊어졌고, 이후 신건과 자건은 군입대를 한 이후에도 휴가가 겹치는 시기를 이용하여 "Gun Two"라는 이름의 공연을 하였다. 군복무를 모두 마치고 같은 Dokkebeez 크루의 멤버가 된 신건과 자건은, 새로운 출발을 하는 의미에서 각각 이름을 Mikizone과 NE Style로 고쳤다. 그리고 2006년 3월 아직 이름이 정해지지 않은 듀오를 결성할 것이라고 힙합플레이야 인터넷 라디오 방송 "Funky D-El"에서 밝혔다. 이후 이들은 각자의 이름을 다시 옛날 이름인 신건과 Zagun으로 바꾸고 팀 이름을 NE Style로 정한 후 2006년 12월 첫 싱글인 Punch Flow를 발표하였다. 이후 한동안 NE Style로써의 휴식기와 신건과 Zagun은 각자의 활동에 치중하는 시기가 있었다.
2010년 4월 새 앨범이자 다섯번째 싱글을 발표한 신건은 준비 중인 프로젝트 중 NE STYLE의 새 앨범이 있다고 밝혔다. 또 둘은 2010년 말에 발표된 Animatiz의 앨범에서 오랜만에 호흡을 맞추기도 하였다. 실제 NE Style의 새 앨범은 나오지 않은 대신, 2013년 들어 신건과 자건 (현 김건)은 Melodian이라는 그룹을 새로 결성하여 활동을 이어갔다.
대표곡: Punch Flow

## 디스코그래피
- 2006년 12월 12일 Punch Flow 싱글

## 스타일
NE Style의 랩은 신건의 평범한 톤과 Zagun의 특이한 하이톤이 어울려, "극과 극, 보색의 만남"이라는 컨셉의 랩을 고수한다. 또한 박자를 타는데도 신건은 정박인 반면, Zagun은 정박을 벗어나 엇박에 가까운 랩을 하여 차이를 보인다. 한편 라이브에서는 앨범과 똑같은 목소리를 내려고 노력하지 않으며, 오직 기본적으로 갖춘 고유의 음색만을 고수한 채, 상황에 따라 얼마든지 카멜레온처럼 변화할 수 있는 유연성을 가지고 그 퍼포먼스 분위기에 가장 적합한 스타일을 뽑아내려 한다. 이는 현장에서 이루어지는 라이브 퍼포먼스와 음악을 담을 수 있는 매개물을 통해 제작되는 앨범 형식의 작품은 서로 그 개념 자체가 다르다는 그들의 믿음 때문이다.